# Nye Højre
Det nye højre (eng. New Right) er en politisk strømning, der opstod i det 20. århundrede, primært i vestlige lande. Denne bevægelse adskiller sig fra den traditionelle konservatisme og har ofte mere radikale synspunkter på sociale, kulturelle og politiske spørgsmål. Bevægelsen er kendt for sin intellektuelle tilgang til politisk tænkning og sin kritik af både liberalisme og marxisme.

## Kendetegn
Det Nye Højre er en intellektuel og politisk bevægelse, der opstod i slutningen af 1960'erne. Bevægelsen er kendt for sin dybtgående kritik af både liberalisme og marxisme, og for sin kamp for europæisk identitet og kultur.
Nye højre er ofte kritisk over for mange aspekter af moderniteten, herunder liberalisme, individualisme, globalisering og multikulturalisme. Den ser disse som trusler mod traditionelle værdier, nationale identiteter og sociale sammenhænge.
Nye højre er også kritisk over for globaliseringens virkninger på nationalstaten, økonomien og kulturen. Den ser ofte multinationale virksomheder, internationale organisationer og immigrationsstrømme som trusler mod nationale interesser.
Det er vigtigt at bemærke, at det nye højre er en mangfoldig bevægelse, og der er forskellige strømninger og variationer inden for den. Nogle af dens ideer og politikker er blevet genstand for kontroverser og kritik, mens andre har fundet støtte blandt visse segmenter af befolkningen i forskellige lande.

## Vigtige tænkere
Inden for den nye højrefløj er der flere nøgleideologer og tænkere, der har haft betydelig indflydelse på udviklingen af dens teorier og politikker.

### Alain de Benoist
Den franske intellektuelle og forfatter Alain de Benoist anses for at være en af de vigtigste figurer inden for den europæiske nye højrefløj. Han er grundlæggeren af tidsskriftet "Nouvelle Droite" (Ny Højre) og er kendt for sin intellektuelle bidrag til identitær politik og kritik af liberalisme og globalisme.

### Guillaume Faye
En anden fransk intellektuel, der har bidraget til den nye højrefløj. Han er kendt for sin teori om "arkeofuturisme", som indebærer en syntese af traditionelle værdier og teknologisk fremskridt for at skabe en ny form for samfund.

### Aleksandr Dugin
Aleksandr Dugin en russisk politisk teoretiker og filosof, der har formuleret eurasianisme som en politisk ideologi. Hans tanker om multipolaritet og geopolitik har haft en betydelig indflydelse på den nye højrefløj, især i Rusland og Østeuropa.